# Bjørn Ignatius Øckenholt
Bjørn Ignatius Øckenholt (født i 1965) er en dansk billedkunstner.

## Uddannelse
Han er uddannet fra Det Kongelige Danske Kunstakademi i København, hvor han startede i 1986 og uddannet i 1993. Han har desuden studeret på Kunsthøjskolen i Holbæk.

## Karriere
Han startede kunstskolen ignatius.dk i marts 2002. Skolen var oprindeligt placeret på Frederiksberg, men har siden flyttet til Vesterbro.
Han har desuden undervist Kunsthøjskolen i Holbæk.